# Génie maritime
Le terme « génie maritime » (ou ingénierie marine) est utilisé de nos jours pour désigner un type d'ingénierie des transports avec un groupe de disciplines techniques concernant principalement les plages, les estuaires et les ports, ainsi que les structures fixes construites en mer, dont pour l’exploitation pétrolière dite « offshore » ou les structures mobiles ou flottantes telles que navires de toutes sortes, qui relèvent aussi de l'architecture navale. Le domaine inclut aussi le génie océanographique
Le génie maritime utilise et applique les sciences du génie, dont le génie mécanique et s'est étendu au XXe siècle en incluant le génie électrique, le génie électronique et les sciences informatiques, de la conception des projets à la fin de vie des structures, en passant par l’exploitation et à la maintenance. L'objet du travail des ingenieurs est par exemple l'amélioration des systèmes de propulsion et des systèmes embarqués, ou encore des technologies océanographiques. Cela inclut, sans toutefois s'y limiter, les mécanismes et énergies de propulsion et donc les machines, la tuyauterie, les systèmes d'automatisation et de contrôle des véhicules marins de tout type, des embarcations de surface aux sous-marins en passant par les gliders ou drones marins.

## Génie maritime antique

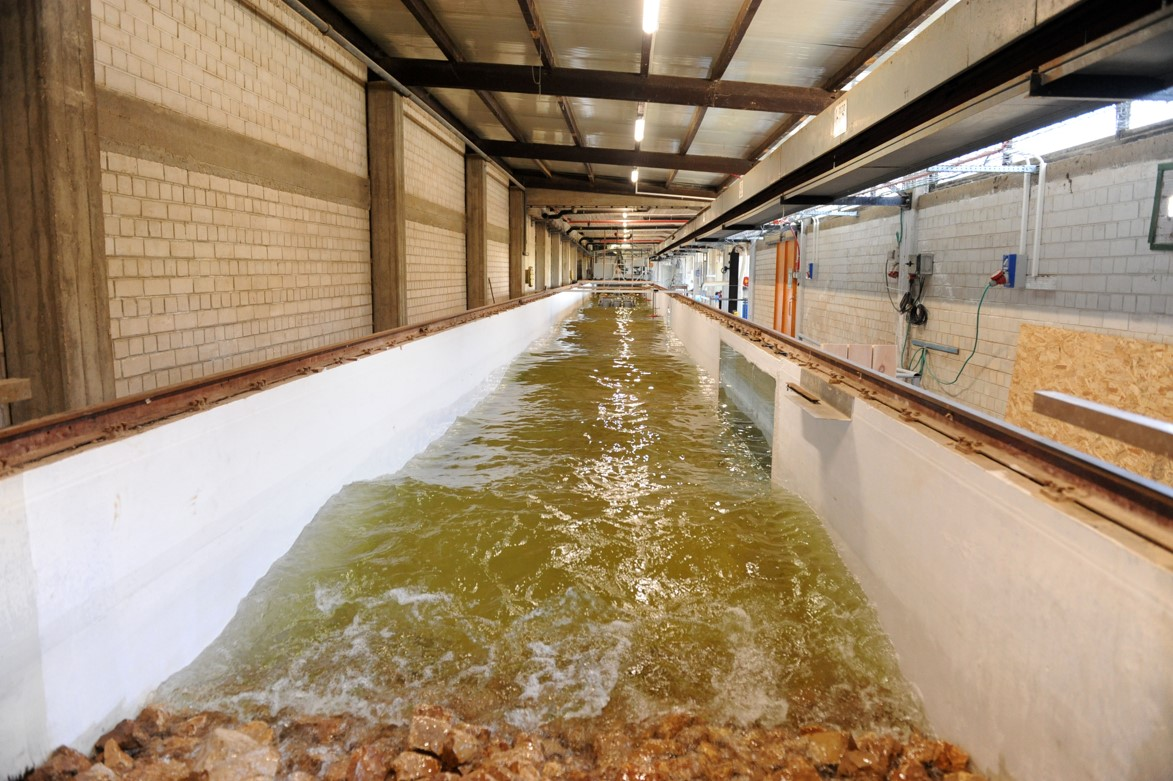
Un canal à vagues (Wave Flume) dans l'institut israélien CAMERI au Technion.

Archimède  est souvent présenté comme le premier ingénieur de marine, pour avoir formulé le principe d'Archimède et développé un certain nombre de systèmes techniques marins dans l'antiquité.
On doit à Marcus Vitruvius Pollio, connu sous le nom de Vitruve, un architecte romain qui vécut au Ier siècle av. J.-C., un des rares ouvrages qui nous soit parvenu traitant du génie maritime antique (De architectura, Livre V, Chapitre 12). Il s’agit en fait de pas plus de deux pages de texte sans illustration.
Ce texte a fait l’objet de diverses analyses par des ingénieurs maritimes modernes, dont le professeur italien de génie maritime Leopoldo Franco.
Vitruve décrit trois méthodes de construction des brise-lames, des jetées et quais :
- en eau protégée et si un mortier de pouzzolane est disponible en abondance, un coffrage constitué de palplanches en bois agencées à la façon d’une « berlinoise » ou de pieux juxtaposés sera fiché dans le fond marin, puis l’espace intérieur sera rempli de béton hydraulique coulé in-situ, après décapage éventuel du fond afin d'assurer une bonne fondation ;
- en eau plus agitée ou si la pouzzolane n’est pas disponible, le coffrage sera remplacé par un batardeau plus solide, puis l’espace intérieur sera asséché afin de construire la jetée à sec (puisque l’absence de pouzzolane empêche la préparation d’un béton hydraulique qui durcit sous l’eau) ;
- si la mer est soumise aux marées (ce qui n’était pas souvent le cas pour les romains), la structure sera construite depuis la côte vers le large sur un massif sableux qu’on laissera ensuite s’éroder sous l’action des vagues de façon que la structure s’affaisse progressivement sur le fond marin.

D’autres méthodes sont également décrites dans la publication de A. de Graauw
:
- massifs en enrochements construits depuis la côte vers le large, avec ou sans structure monolithique en couronnement ;
- caissons flottants en bois coulés in situ par remplissage d'enrochements ou de béton hydraulique (un vieux navire a même été utilisé de cette façon) ;
- jetée constituée d'arches à la façon d'un pont s'avançant dans la mer.

## Génie maritime moderne
L'ingénierie maritime moderne remonte au début de la révolution industrielle (début des années 1700). En 1712, Thomas Newcomen, un forgeron, créa un moteur à vapeur pour pomper l'eau des mines. En 1807, Robert Fulton utilise avec succès une machine à vapeur pour propulser un navire dans l'eau. Le navire de Fulton utilisait ce moteur pour propulser une petite roue à aubes en bois. L'intégration du moteurs à vapeur dans les navires a été le début de la profession d'ingénieur maritime.
Le génie maritime a permis aux ports et aux navires de devenir de plus en plus grands et efficaces, mais ils restent une source importante de pollution particulaire et soufrée de l'air. Au début du XXe siècle en termes de volume 90 % du flux international total de marchandises correspond est le transport maritime[pas clair].
En France
On peut y distinguer le génie maritime militaire et le génie civil maritime :
1. Le génie maritime militaire est, à partir du Consulat, le service de construction des vaisseaux de la Marine nationale française (ou Marine impériale, ou royale) ; le corps des ingénieurs du génie maritime est essentiellement composé de polytechniciens ; pendant la Seconde Guerre mondiale, le régime de Vichy fusionne le génie maritime (direction des constructions navales) et l'artillerie navale (direction de l'artillerie navale) pour former après guerre la direction des constructions et armes navales (DCAN) qui devient la partie navale de la direction générale de l'Armement (DGA). En 1968, les ingénieurs des deux origines sont regroupés au sein du corps des ingénieurs de l'armement ; ils sont aujourd'hui souvent formés à l'ENSTA ;
2. L’ingénieur maritime civil moderne est un ingénieur en génie civil spécialisé en génie maritime (Coastal Engineering en anglais) ; les aménagements côtiers concernent une large gamme de structures — digues portuaires (ou brise lames, breakwaters en anglais), quais, chenaux d’accès, dragages, épis de protection des plages et tous autres systèmes de protection contre l’érosion ; ces aménagements visent à la mise en valeur des zones côtières urbaines, touristiques, industrielles, mais aussi les zones humides autour des estuaires et des lagunes ; l’ingénieur maritime est soucieux des aspects environnementaux des ouvrages qu’il conçoit : les études d’impact sur l’environnement, et plus généralement les options d’aménagement du territoire, font partie de ses responsabilités (Coastal Management en anglais).